# Siyanda Mohutsiwa
Siyanda Mohutsiwa   (Eswatini, juny 1993) és una escriptora satírica i oradora, reconeguda internacionalment, nadiua de Botswana. Creà el hashtag satíric AfricaWasABar, que arribà a ser viral a l'estiu del 2015. Es defineix a si mateixa com a panafricanista.
Va desenvolupar una conferència TED titulada Is Africa's Future Online? (Hi ha futur a Àfrica en línia?) al novembre de 2015, i una altra titulada Com els joves africans han trobat una veu en Twitter, al febrer del 2016.

## Biografia
Katlo Siyanda Mohutsiwa nasqué al 1993 a Swazilàndia, d'on és la seua mare, i es traslladà a Botswana, d'on és el seu pare, quan era molt jove. El seu idioma inicial era el swati, però ja traslladada no sols canvià de llengua, sinó que declarà que havia perdut la seua identitat swati i s'havia convertit en part de la història compartida de la identitat africana. Quan marxa cap a Botswana, Mohutsiwa perd la capacitat de parlar swati i esdevé una locutora tswana
Educació
A l'octubre de 2016, Mohutsiwa es gradua en matemàtiques per la Universitat de Botswana.

## Escriptura
Mohutsiwa començà a escriure a l'edat de cinc anys i cap als dotze escrivia una columna d'opinió en un diari nacional. Als setze anys, escriu en un bloc sobre qüestions com la consciència negra, economia i desenvolupament, feminisme africà, i panafricanisme. Algunes notes seues del bloc les van recollir algunes ràdios internacionals, inclosa la BBC. Al 2013, Mohutsiwa és convidada a col·laborar en el bloc de Zanews, un lloc de comentaris internacionals de Sud-àfrica. També és col·laboradora de Mail & Guardian. Siyanda Mohutsiwa ha estat una veu dominant en les xarxes socials, des del 2014, a més de ser una "Especialista jove d'UNICEF", i ha escrit sobre treball juvenil, VIH, pressió social i altres temes. Mohutsiwa ha participat com a ponent destacada en conferències, com la 21a Conferència Internacional sobre la sida efectuada a Durban, Sud-àfrica. La majoria dels seus escrits, però, tenen lloc en Twitter, en què observa les tendències de les xarxes socials i s'involucra en el diàleg comunitari. El gener de 2014, inicia el hashtag satíric Africannationsinhighschool, etiquetat més de 50.000 vegades.
If Africa Was A Bar ('Si Àfrica fos un bar')
El 27 de juliol de 2015, Mohutsiwa publica una pregunta en el seu Twitter: "Si Àfrica fos un bar, què estaria bevent o fent el seu país?" El hashtag s'usà més de 61.000 vegades. Quan se li preguntà què li havia inspirat la seua publicació, Mohutsiwa respongué: "Vaig pensar que seria una forma divertida perquè els africans es rigueren de si mateixos i dels altres en posar la geopolítica sota una llum còmica".
La discussió es dirigí a una altra plataforma en línia, TedTalks, quan convidà a Mohutsiwa a debatre sobre com s'usen les xarxes socials per transformar les converses socials. Ella enraonà que internet ha canviat la manera en què les persones resolen els problemes, la capacitat per a criticar els estereotips, els governs, les polítiques i la identitat. Conduint plataformes i reconeixements més amplis, ella ha debatut com les xarxes socials han impulsat la cultura en Twitter, i l'han citada, pels seus comentaris rellevants, mitjans de comunicació internacionals com The Independent, BuzzFeed, Variety i altres.